# Elena Ramírez Parra
Elena Ramírez Parra (1972) és una biòloga espanyola especialitzada en l'estudi en les plantes dels efectes negatius de l'estrès ambiental, per aconseguir millorar les collites.
Es va llicenciar en Ciències Biològiques per la Universitat Autònoma de Madrid, per doctorar-se més tard en Biologia Molecular per la mateixa universitat l'any 2000.
Ramírez Parra és investigadora del Centre de Biotecnologia i Genòmica del Plantes de l'Institut Nacional de Recerca i Tecnologia Agrària i Alimentària (INIA). L'objectiu de la seva recerca és l'obtenció de noves varietats de collites que resisteixin millor l'estrès causat per factors ambientals com ara la sequera, les temperatures extremes (altes o baixes), la salinitat o l'excés de radiació; per a això, estudia els mecanismes de resposta de les plantes a les situacions d'estrès.
Els seus articles publicats en revistes científiques han rebut més de dues mil citacions.
Al novembre de 2010 va ser guardonada, al costat de quatre científiques més (Isabel Lastres Becker, Ana Briones Alonso, Mercedes Vila i María Antonia Herrero), amb el Premi L'Oreal – UNESCO «Per les dones en la Ciència». L'objectiu del premi és «donar suport al paper de la dona en la ciència, reconèixer-ho i ajudar a la conciliació de la vida laboral i familiar». Amb una dotació de 15.000 euros, destinats a la recerca, és un reconeixement a la labor de les investigadores de menys de quaranta anys.